# جیمز آکامینکو
جیمز آکامینکو (انگلیسی: James Akaminko؛ زادهٔ ۱۶ سپتامبر ۱۹۹۵) بازیکن فوتبال اهل غنا است.
وی همچنین در تیم ملی فوتبال غنا بازی کرده است.